# سیل ۱۳۸۰ فارس و بوشهر
سیل ۱۳۸۰ فارس و بوشهر، در روز ۲۱ دی به وقوع پیوست. این سیل سبب خساراتی به شهرهای شیراز، مرودشت و بوشهر شد.

## جزئیات سیل

### تردید در تعداد کشته‌ها فارس
ایرنا تعداد کشته‌شدگان سیل استان فارس را ۷ نفر و استاندار فارس تعداد کشته‌شدگان را ۹ نفر اعلام کرد.
سیل شیراز خسارت زیادی را به بیمارستان شهید بهشتی شیراز وارد ساخت که برآورد مالی این خسارت حدود دو میلیارد تومان شد.

مدیر انتشارات نوید از خسارت به ۵۰۰ هزار جلد کتاب خبر داد ولی بعدها شهردار شیراز در ارزیابی خسارات سیل این مقدار خسارت را اغراق‌آمیز دانسته و اظهار کرد:

ارقامی که آقای نوید اعلام کرده‌اند، بسیار زیاد است و من فکر می‌کنم میزان تلفات کتاب‌ها کمتر از یک دهم آماری باشد که وی در خصوص از بین رفتن کتاب‌های خود گفته‌اند.

در امداد رسانی به سیل شیراز فروش مواد غذایی فاسد به مردم توسط بعضی از بنکداران و انبارداران شیرازی صورت گرفت.

### خسارات سیل در بوشهر
بر اثر سیل تمام راه‌های ورودی به استان بوشهر بسته شد به تعدادی از منازل در محلات قدیمی خساراتی وارد آمد که تلفات جانی در برنداشت.

## عدم پوشش رسانه‌ای
عدم پوشش رسانه‌ای حادثه سیل شیراز با انتقاد شدید استاندار فارس انصاری لاری نسبت به صدا و سیما و سایر رسانه روبرو شد.